# Thecladoris
Thecladoris is een kevergeslacht uit de familie van de boktorren (Cerambycidae). De wetenschappelijke naam van het geslacht werd voor het eerst geldig gepubliceerd in 1909 door Gounelle.

## Soorten
Thecladoris is monotypisch en omvat slechts de volgende soort:
- Thecladoris tylonotoides Gounelle, 1909